# Jennifer Jones

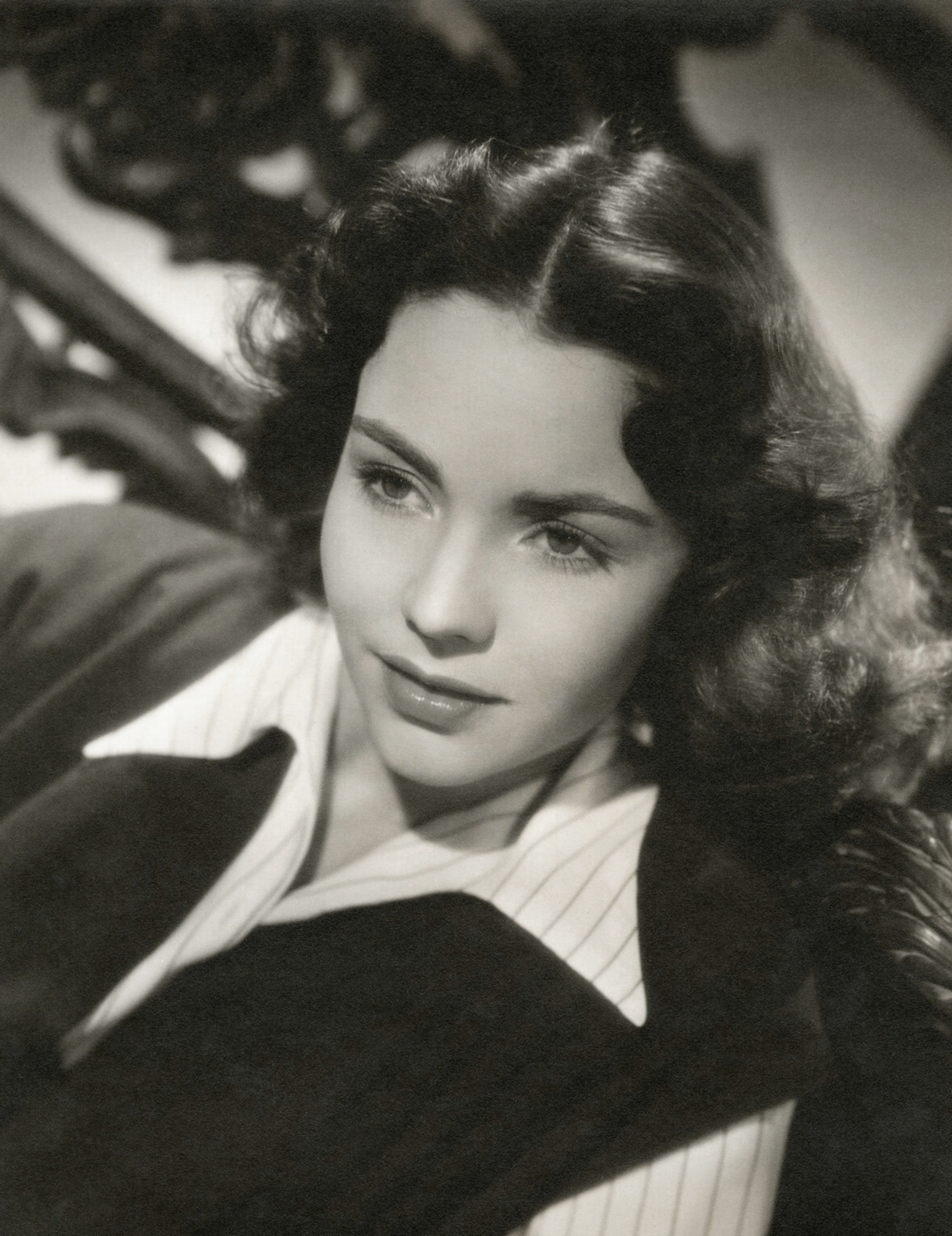
Jennifer Jones (1940er Jahre)

Jennifer Jones (* 2. März 1919 in Tulsa, Oklahoma; † 17. Dezember 2009 in Malibu, Kalifornien; eigentlich Phylis Lee Isley) war eine US-amerikanische Schauspielerin. Den Höhepunkt ihrer Karriere erlebte sie in den 1940er Jahren, als sie für ihre Hauptrolle in Das Lied von Bernadette mit dem Oscar und dem Golden Globe ausgezeichnet wurde.

## Leben

### Frühes Leben und erste Filme
Als Tochter von Vaudeville-Künstlern tourte Jones schon als Kind mit ihren Eltern quer durch die USA. Später studierte sie an der New Yorker Academy of Dramatic Arts, wo sie ihren Kollegen Robert Walker kennenlernte. Nach der Heirat 1939 zogen beide nach Hollywood. Sie hatten zwei Kinder: Robert Walker junior (1940–2019) und Michael Walker (1941–2007), die später ebenfalls Schauspieler wurden. Unter ihrem eigentlichen Namen Phylis Isley (auch Phyllis) übernahm sie ab 1939 Nebenrollen in einem Filmserial, einem Western und einem Fernsehfilm, ohne einen großen Eindruck bei Presse und Publikum zu hinterlassen.

### Hollywood-Karriere
Der Wendepunkt ihrer Karriere kam 1941, als sie die Aufmerksamkeit des Produzenten David O. Selznick auf sich zog, der sie unter einen langjährigen Vertrag nahm und ihr gleichzeitig den Künstlernamen Jennifer Jones gab. Nach einer dreijährigen intensiven Vorbereitung übernahm Jones schließlich gegen die Konkurrenz von Linda Darnell die Hauptrolle der Heiligen Bernadette Soubirous in Henry Kings Verfilmung des Bestsellers Das Lied von Bernadette nach Franz Werfel. Jones gewann für ihre Darstellung den Oscar als beste Hauptdarstellerin.

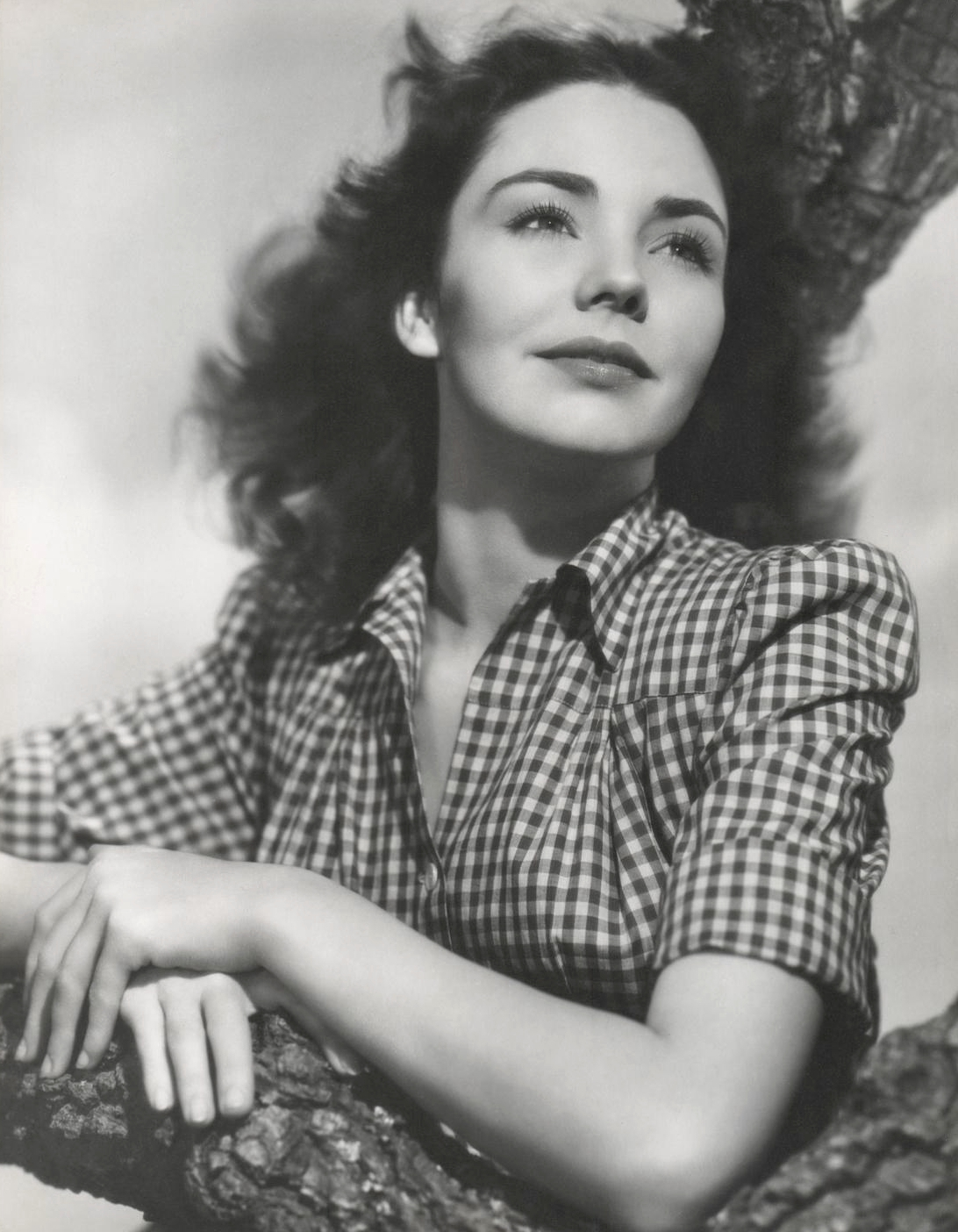
Jones in Liebesbriefe (1945)

In der Folgezeit stieg sie als Darstellerin romantischer Frauenschicksale zu einem beliebten Star auf. In dem Heimatfrontdrama Als du Abschied nahmst war sie 1944 als Tochter von Claudette Colbert zu sehen. Im Folgejahr bekam sie eine weitere Oscar-Nominierung als beste Hauptdarstellerin für ihre gefühlvolle Darstellung in Liebesbriefe, die sie unter der Regie von William Dieterle an der Seite von Joseph Cotten zeigte, der in Als du Abschied nahmst noch den Verehrer ihrer Filmmutter gespielt hatte. Ernst Lubitsch holte sie für Cluny Brown auf Freiersfüßen vor die Kamera, nachdem Gene Tierney unabkömmlich war. Die Dreharbeiten waren überschattet von Lubitschs dramatisch verschlechtertem Gesundheitszustand. Eine gänzlich andere Rolle spielte Jones als Halbblut in dem Western Duell in der Sonne, der Ende 1946 nach schier endlosen Dreharbeiten, zahlreichen Regiewechseln und erbitterten Streitereien mit der Zensur in den nationalen Verleih kam. Jennifer Jones spielte eine junge Frau, die sich abseits der gängigen Vorstellungen von Moral und Tugend bewegt und sich auf eine verhängnisvolle Affäre mit ihrem Adoptivbruder, gespielt von Gregory Peck, einlässt. Der Film war an den Kinokassen beliebt, machte aber wegen seiner damals enormen Herstellungskosten keinen Gewinn.

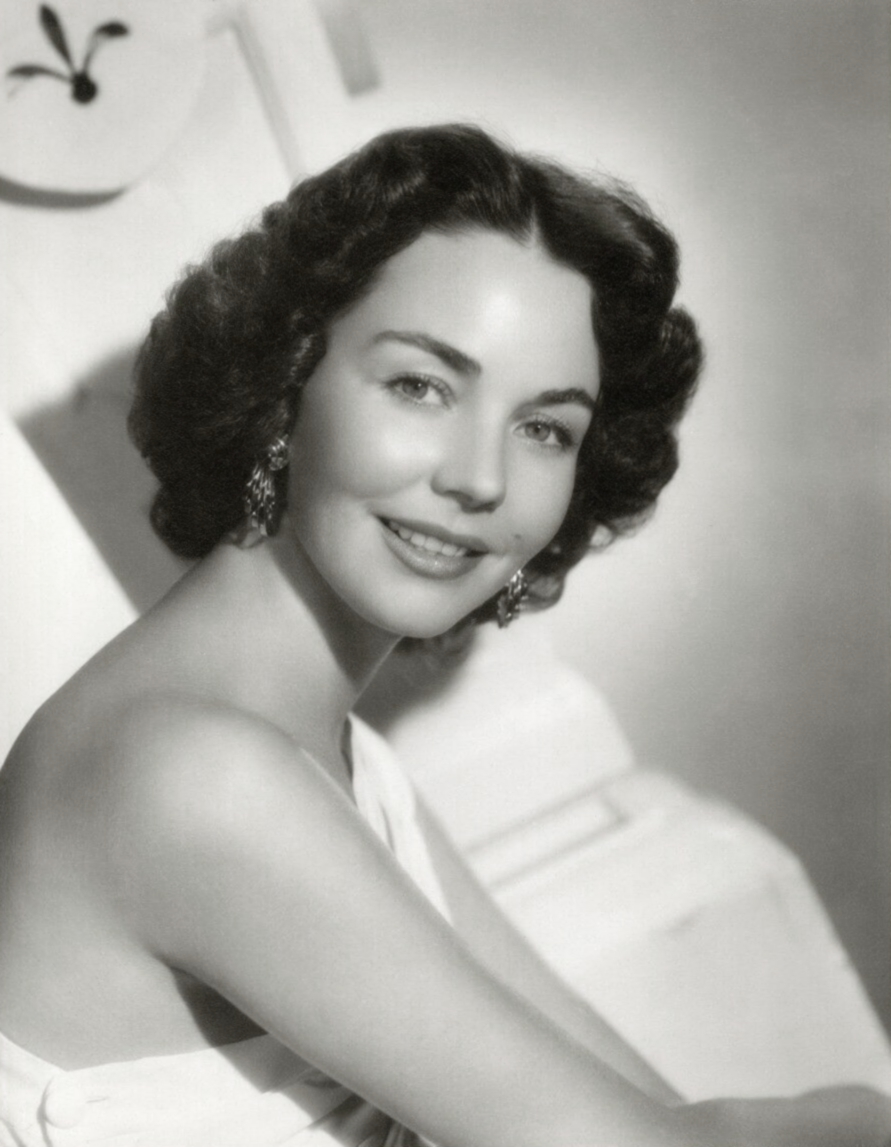
Jennifer Jones (um 1951)

Erst zwei Jahre später trat Jones wieder vor die Kamera: Ihr Auftritt in Jenny sollte nach dem Willen von Selznick ihren Namen zurück an die Spitzen der Popularitätslisten bringen. Doch die Geschichte, die auf verschiedenen Zeitebenen spielte und sie wieder mit Joseph Cotten und William Dieterle zusammenbrachte, war ein finanzieller Reinfall. Auch nachfolgende Projekte wie ihre Titelrolle in der Verfilmung von Madame Bovary durch Vincente Minnelli und der Auftritt neben John Garfield in Wir waren uns fremd wurden vom Publikum nicht akzeptiert. Erst 1952 gelang ihr ein Comeback: William Wylers Carrie, eine Verfilmung von Theodore Dreisers Sister Carrie, zeigte Jones als krankhaft ehrgeizige Bühnenschauspielerin, die auf ihrem Weg an die Spitze ihren treuen Verehrer und Förderer, gespielt von Laurence Olivier, in Ruin und Selbstmord treibt. Die Kritiker lobten das intensive Spiel der Schauspielerin. Auch Wildes Blut von King Vidor, ein Drama über die Klassengesellschaft in den amerikanischen Südstaaten, in dem Jones eine ihrer Figur in Duell in der Sonne nicht unähnliche Rolle spielte, war im selben Jahr an den Kinokassen ein Erfolg.
Im Anschluss sagten Kritiker ihr eine erfolgreiche zweite Karriere voraus, doch in den folgenden Jahren stießen die meisten ihrer Filmprojekte auf wenig Resonanz. John Hustons Kriminalkomödie Schach dem Teufel, in der sie an der Seite von Humphrey Bogart spielte, erreichte erst Jahrzehnte später einen gewissen Kultstatus. Einen letzten großen Erfolg hatte Jones 1955, als sie die weibliche Hauptrolle in Alle Herrlichkeit auf Erden übernahm, der Verfilmung eines populären Buchs über eine eurasische Ärztin. Der Film war der finanziell erfolgreichste des Jahres. Zwei Jahre später wurde allerdings In einem anderen Land, die aufwendige Hemingway-Verfilmung ihres Ehemannes David Selznick mit ihr und Rock Hudson in den Hauptrollen, zu einem künstlerischen wie finanziellen Reinfall. Selznick zog sich daraufhin ganz aus dem Filmgeschäft zurück und auch Jones übernahm nur noch sporadisch Rollenangebote. Ihre letzte Filmrolle hatte Jones 1974 im starbesetzten Katastrophenfilm Flammendes Inferno.

### Privates

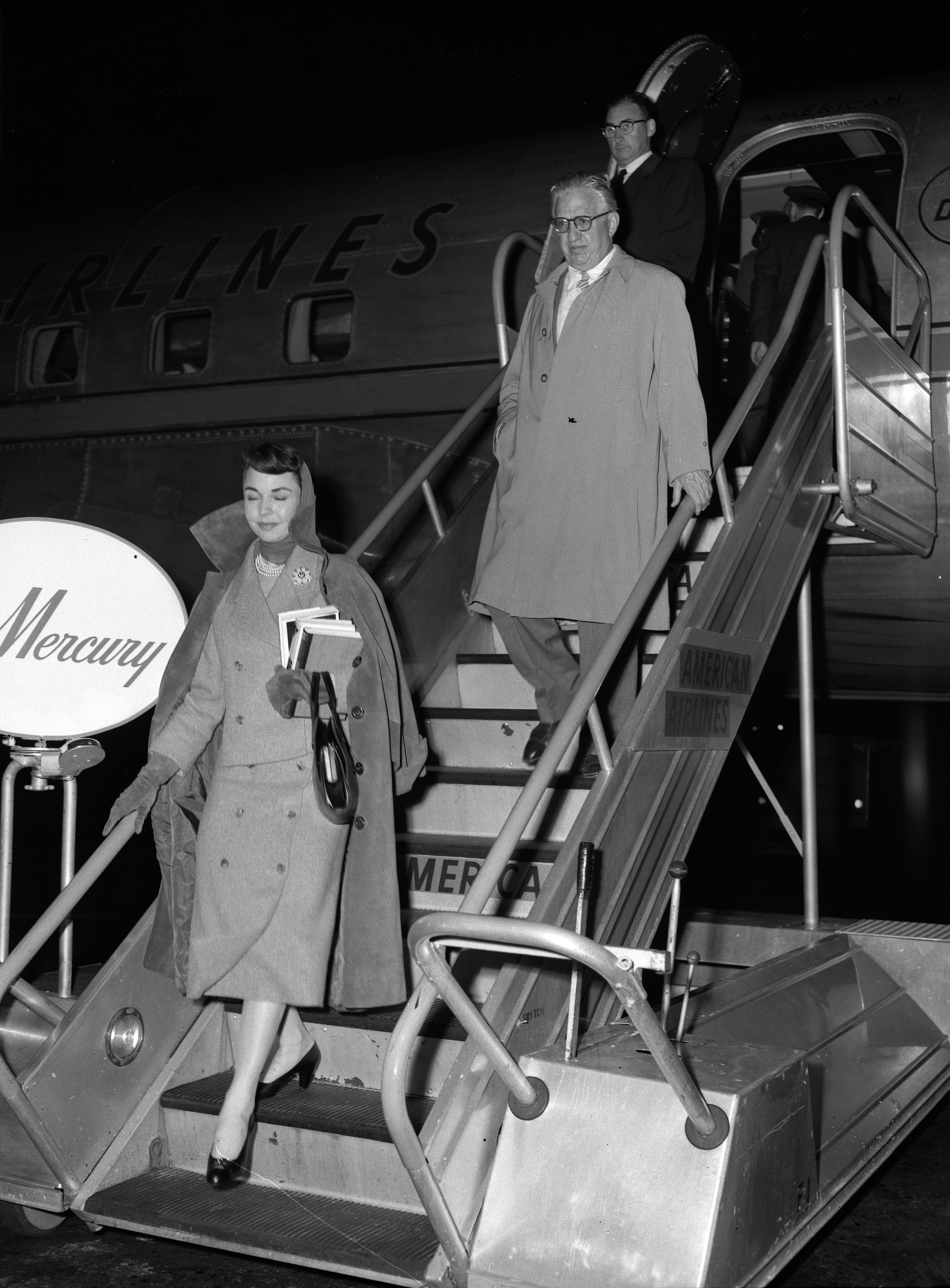
Jones und David O. Selznick (1957)

Ihre Ehe mit Robert Walker wurde 1945 geschieden. Jennifer Jones heiratete 1949 David O. Selznick. Die Ehe mit Selznick hielt bis zu dessen Tod 1965, obwohl sie nicht immer glücklich verlief. Jones hatte lange mit Depressionen zu kämpfen und unternahm nach Angaben ihres Sohnes Robert mehrere Suizidversuche. Als ihre Tochter Mary aus ihrer Ehe mit Selznick 1976 durch Suizid starb, gründete Jones eine Gesellschaft, mit der sie psychische Probleme entstigmatisieren wollte.
1971 heiratete sie den Industriellen und Kunstsammler Norton Simon, der sie 1977 zum Chairman des Norton Simon Museum ernannte, ein Amt, das sie auch nach seinem Tod 1993 fortführte. 1987 überreichte Jones den Oscar für die beste Kamera im Rahmen der 59. Oscarverleihung. Die Academy ehrte die Schauspielerin vorab mit einem kurzen Zusammenschnitt ihrer bekanntesten Filmrollen. 1997 wurde Jones in Berlin mit dem Filmband in Gold für ihr Lebenswerk geehrt, das sie persönlich entgegennahm.
Am 17. Dezember 2009 starb Jones im Alter von 90 Jahren in Malibu eines natürlichen Todes, sie wurde eingeäschert.

## Filmografie
- 1939: Wasser für Arizona (New Frontier)
- 1939: The Streets of New York (Fernsehfilm)
- 1939: Dick Tracy’s G-Men
- 1943: Das Lied von Bernadette (The Song of Bernadette)
- 1944: Als du Abschied nahmst (Since You Went Away)
- 1944: The Fighting Generation (Kurzfilm)
- 1945: Liebesbriefe (Love Letters)
- 1946: Cluny Brown auf Freiersfüßen (Cluny Brown)
- 1946: Duell in der Sonne (Duel in the Sun)
- 1948: Jenny (Portrait of Jennie)
- 1948: Wir waren uns fremd (We Were Strangers)
- 1949: Madame Bovary und ihre Liebhaber (Madame Bovary)
- 1950: Die schwarze Füchsin (Gone to Earth)
- 1952: Carrie
- 1952: Wildes Blut (Ruby Gentry)
- 1953: Rom, Station Termini (Stazione Termini)
- 1953: Schach dem Teufel (Beat the Devil)
- 1955: Alle Herrlichkeit auf Erden (Love Is a Many-Splendored Thing)
- 1955: Guten Morgen, Miss Fink (Good Morning Miss Dove)
- 1956: Der Mann im grauen Flanell (The Man in the Gray Flannel Suit)
- 1957: The Barretts of Wimpole Street
- 1957: In einem anderen Land (A Farewell to Arms)
- 1962: Zärtlich ist die Nacht (Tender Is the Night)
- 1966: Das Idol (The Idol)
- 1969: Angel, Angel, Down We Go
- 1974: Flammendes Inferno (The Towering Inferno)

## Auszeichnungen (Auswahl)
Oscar

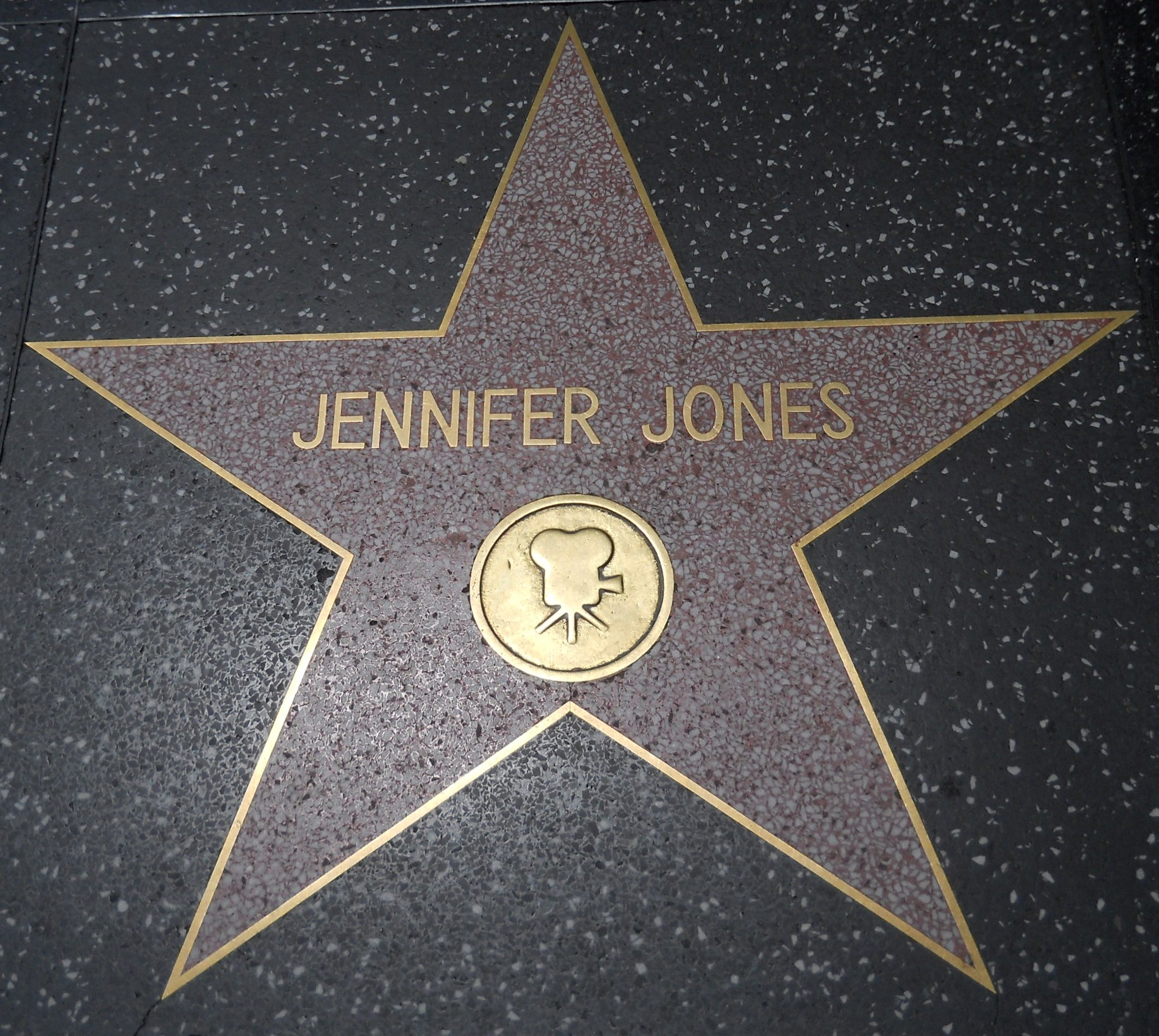
Jennifer Jones’ Stern auf dem Hollywood Walk of Fame

- Oscarverleihung 1944: Beste Hauptdarstellerin für Das Lied von Bernadette
- Oscarverleihung 1945: Nominierung in der Kategorie Beste Nebendarstellerin für Seit Du Abschied nahmst
- Oscarverleihung 1946: Nominierung in der Kategorie Beste Hauptdarstellerin für Liebesbriefe
- Oscarverleihung 1947: Nominierung in der Kategorie Beste Hauptdarstellerin für Duell in der Sonne
- Oscarverleihung 1956: Nominierung in der Kategorie Beste Hauptdarstellerin für Alle Herrlichkeit auf Erden

Weitere
- 1944: Golden Globe Award in der Kategorie Beste Hauptdarstellerin – Drama für Das Lied von Bernadette
- 1960: Stern auf dem Hollywood Walk of Fame in der Kategorie Film (6429 Hollywood Blvd.)
- 1975: Nominierung für den Golden Globe Award in der Kategorie Beste Nebendarstellerin für Flammendes Inferno
- 1997: Filmband in Gold (Ehrenpreis)
- Der Asteroid (6249) Jennifer wurde nach ihr benannt.